# Società multiservizi
Una società multiservizi (in inglese: multi-utility), in diritto è una società che si occupa di erogazione di due o più servizi pubblici come la gestione del servizio idrico integrato (captazione, fornitura e depurazione acqua), del ciclo dei rifiuti e altri servizi per l'ambiente, della distribuzione del gas o dell'elettricità, dell'illuminazione pubblica, di telecomunicazioni, di parcheggi e di trasporti urbani o extraurbani. Possono essere aziende pubbliche, a capitale misto o totalmente private.

## Caratteristiche generali
Possono essere a capitale pubblico, acquisendo la gestione dei servizi secondo il modello in house providing, oppure a capitale privato o misto pubblico/privato, partecipando all'acquisizione del servizio attraverso gara.
Non sono rari i fenomeni di fusioni per incorporazioni tra alcune di esse, spesso per ovviare a situazioni finanziarie deficitarie da parte dei soggetti più piccoli.

## Nel mondo

### Italia
In Italia il settore è spesso soggetto a variazioni normative. Il referendum del 12 e 13 giugno 2011, in seguito al quale non è più fatto obbligatorio privatizzare i servizi pubblici. Un caso specifico di queste vicende è rappresentato dalla spezzina ACAM S.p.A..

### Aziende multiservizi in Italia
In Italia esistono insieme alle cosiddette aziende speciali che derivano dalle aziende municipalizzate. Le attuali grandi multiservizi si concentrano nel centro-nord del paese e nascono dall'aggregazione per incorporazione in asset interregionali di ex-municipalizzate.
Alcune di esse sono:
- Piemonte, parte della Liguria, parte dell'Emilia ed altre partecipazioni locali: Iren SpA
- Lombardia: A2A SpA (con altre partecipazioni locali)
- Parte dell'Emilia, Romagna, parte delle Marche, Veneto e Friuli-Venezia-Giulia: Hera SpA
- Parte della Toscana, Umbria e parte del Lazio: Acea SpA
- Territorio veronese e 4.000 comuni in Italia: AGSM
- Territorio Vicentino: AIM

Le aziende multi utility (che siano a controllo pubblico o meno), pur non essendo Pubblica amministrazione, devono spesso ottemperare a obblighi degli enti pubblici dato che erogano servizi di pubblica utilità.